# Воден елен
Водният елен (Hydropotes inermis) е примитивно Чифтокопитно, което прилича на кабарга, но принадлежи към Еленовите, отделно в подсемейство Hydropotinae. Среща се в Китай и Корея, но е успешно аклиматизиран и във Великобритания и Франция. Има вид и размерите на сърна, но няма рога, а силно развити горни кучешки зъби, които при мъжките достигат до 8 cm дължина и стърчат надолу от устата като бивни. Тези бивни обаче имат мускулни връзки към корените, благодарение на което могат да прилягат назад, когато животното се храни, или да щръкват напред в битки. Битките между мъжките през размножителния сезон (декември) са много ожесточени и могат да завършат със сериозни рани по муцуната, шията, плещите.

## Начин на живот
Китайските водни елени обитават тревисти пространства и храсталаци в близост до реки и заблатени местности. Отлични плувци са и често преплуват големи разстояния до речни острови. Активни са сутрин и привечер, а останалата част от деня прекарват скрити в гъстата крайбрежна растителност. Много са плахи и когато са разтревожени, издават късо излайване, а подплашени надават пронизителен писък и побягват с големи, заешки подскоци. Живеят самостоятелно, но се срещат и двойки или малки групи женски, които просто пасат заедно, но при опасност се пръскат в различни посоки. Мъжките са силно териториални. Маркират своята територия по всевъзможни начини с урина, дарадонки, слюнка, слъзен или секрет от специални жлези на краката си.

## Размножаване
През декември водните елени се събират на двойки и често остават заедно 2-3 месеца. През май-юни женската ражда 1-3 малки, понякога дори 4, а има и случай с женска родила 8 малки. Те се раждат с петна, които изчезват на втория месец. На 6-месечна възраст малките достигат полова зрялост и биват прогонени от територията на своите родители. Мъжките обаче се включват активно в размножаването едва на следващата година.

## Природозащитен статус
- В Червения списък на световнозатрашените видове като почти застрашен.[2]